# Lui fait un beau mariage
Pour l’article homonyme, voir Bride and Gloom.

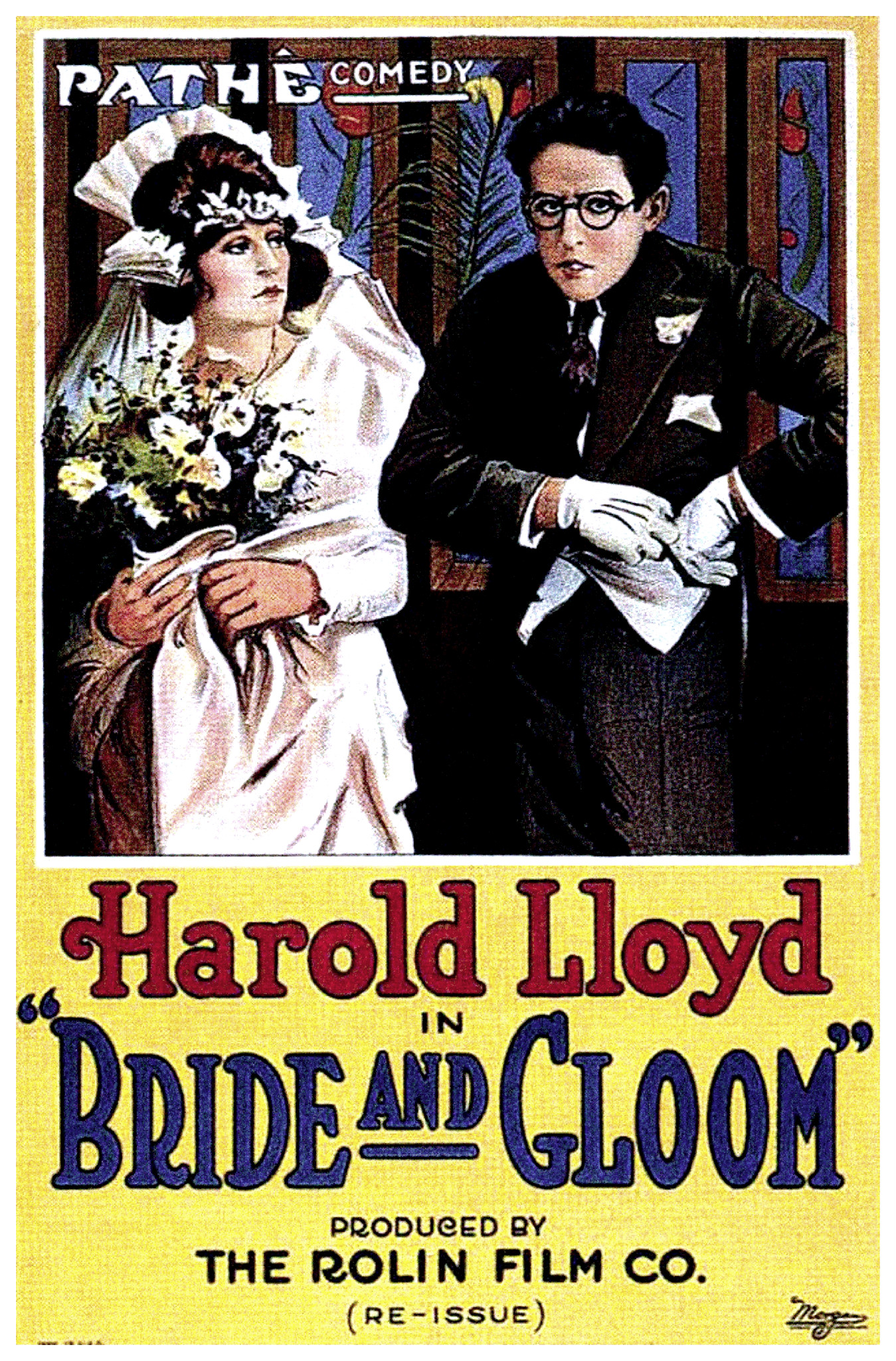
Affiche du film.

Lui fait un beau mariage (Bride and Gloom) est un film américain réalisé par Alfred J. Goulding, produit par Hal Roach, sorti en 1918.
Comme de nombreux films de l'époque, il a fait l'objet de coupures de certaines scènes par la censure.

## Fiche technique
- Titre original : Bride and Gloom
- Réalisation : Alfred J. Goulding
- Producteur : Hal Roach
- Durée : 1 bobine
- Date de sortie : 18 août 1918

## Distribution
- Harold Lloyd : Groom
- Bebe Daniels : Bride
- Snub Pollard
- William Gillespie
- Helen Gilmore
- Lew Harvey
- James Parrott
- Charles Stevenson